# Cesare Orsenigo
Cesare Orsenigo (Olginate, 13 december 1873 – Eichstätt, 1 april 1946) was van 1930 tot 1945 nuntius, diplomatiek vertegenwoordiger van het Vaticaan, in Duitsland.

## Levensloop
Cesare studeerde aan het seminarie in Milaan. In 1896 werd hij priester gewijd. Vanaf 1897 was hij kapelaan en later priester van de San Fedele kerk in Milaan. In Milaan leerde hij Achille Ratti kennen, de latere paus Pius XI. Tussen beiden bestond een wederzijdse bewondering, die uiteindelijke resulteerde in de benoeming van Cesare tot titulair aartsbisschop van Ptolemais in Libië toen Ratti tot paus gekozen was. Tevens werd Cesare aangesteld als internuntius voor Nederland, waar hij in de periode 1922-1925 resideerde in Den Haag.
Nadat hij van 1925 tot 1930 nuntius was geweest in Hongarije werd hij op 25 april 1930 benoemd als nuntius in Duitsland, waar hij Eugenio Pacelli, de latere paus Pius XII, opvolgde. Met name in de beginperiode leek Cesare sympathie te hebben voor het fascisme en nationaalsocialisme. Zo bezocht hij tot 1935 de jaarlijkse nazi-bijeenkomst in Neurenberg. Deze sympathie zou ertoe geleid hebben, dat zijn verstandhouding met Eugenio Pacelli slecht was.
Op 4 mei 1939 bezocht Cesare Adolf Hitler op het Berghof (Obersalzberg, Berchtesgaden) om hem te informeren over een voorstel van paus Pius XII om een conferentie bijeen te roepen met Duitsland, Frankrijk, Groot-Brittannië, Italië en Polen om zo een dreigende oorlog te voorkomen. Adolf Hitler toonde echter een oppervlakkige interesse en wees de nuntius op de sterkte van Duitsland ten opzichte van Frankrijk en Polen en haalde tijdens dezelfde ontmoeting uit naar Groot-Brittannië. In november 1943 trof Cesare Hitler opnieuw op de Obersalzberg om namens de paus te spreken over het lot van de vervolgde Joden. Het gesprek zou op niets uitlopen. Tegenover een journalist gaf Cesare weer, hoe het gesprek verlopen was; Hitler had de boodschap van Cesare aangehoord, terwijl hij met zijn rug naar hem toe gekeerd was, uitkijkend vanuit het raam. Nadat Cesare zijn verhaal gedaan had, was de Führer in woede uitgebarsten.
Als een van de weinige internationale diplomaten in Berlijn beleefde hij van begin tot einde de opkomst en val van het naziregime. Op 8 februari 1945 legde hij zijn ambt als nuntius neer, tegen de wil in van paus Pius XII en verliet Berlijn voor de oprukkende Sovjetlegers.
Cesare Orsenigo overleed op 72-jarige leeftijd in Eichstätt. Met hulp van Amerikanen werd zijn lichaam overgebracht naar Olginate, waar hij begraven werd.

## Visie
De rol van Cesare Orsenigo als diplomaat namens het Vaticaan in nazi-Duitsland was niet onomstreden. Hoewel hij gold als de opvolger van Eugenio Pacelli in Berlijn was het Pacelli zelf die alle onderhandelingen met Duitsland over het Concordaat van Rome uit 1933 op zich nam. Cesares beoordeling van de situatie in Duitsland werd voornamelijk gedomineerd door de angst, dat een protest van de kant van de Heilige Stoel desastreuze gevolgen zou kunnen hebben voor de positie van de kerk. Toch bleef Cesare het Vaticaan informeren over de situatie in Duitsland, waarbij hij erop aandrong dat de paus een standpunt zou innemen.
Kardinaal Theodor Innitzer, aartsbisschop van Wenen, verweet Orsenigo dat hij precaire kwesties uit de weg ging, o.a. het Jodenvraagstuk.
Ook het optreden van Cesare in het publieke leven heeft geleid tot een veroordeling van zijn persoon; getuigen hiervan zijn overgeleverde foto's. Zo is bekend, dat Cesare jaarlijks de receptie bezocht waarbij de verjaardag van Hitler werd gevierd (20 april).
Tijdens een van zijn tafelgesprekken meldde Hitler over Orsenigo:
De pauselijke nuntius (...) probeert onveranderlijk van de gelegenheid gebruik te maken om het gesprek te brengen op de positie van de katholieken in Duitsland. Maar ik weet hem altijd op een zijspoor te brengen. (...) Afgezien van deze receptie, heb ik altijd principieel geweigerd de pauselijke nuntius te ontmoeten. Zo ben ik erin geslaagd me te onttrekken aan ieder persoonlijk contact met het Vaticaan

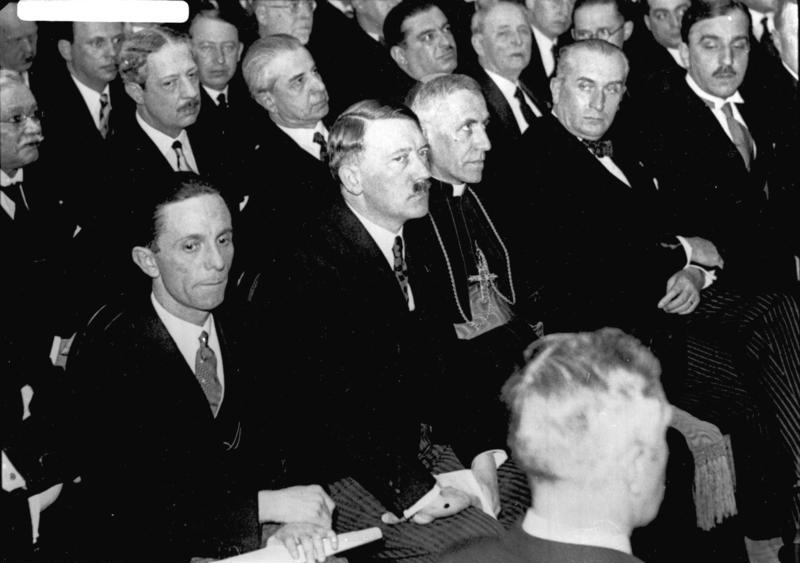
Persbijeenkomst in 1934. Van links naar rechts: Joseph Goebbels, Adolf Hitler en Cesare Orsenigo
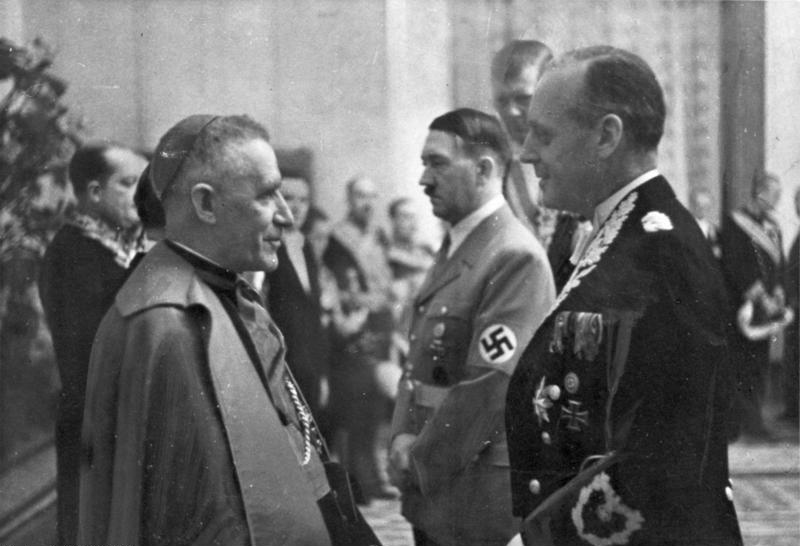
Nieuwjaarsontvangst van Adolf Hitler, Joachim von Ribbentrop (r) in gesprek met Cesare Orsenigo (l)

- Bibliothèque nationale de France: cb144024798 (data)
- Gemeinsame Normdatei: 118590294
- International Standard Name Identifier: 0000 0001 0862 0755
- Library of Congress Control Number: nr98031435
- Nationale Bibliotheek van Tsjechië: kup20030000072869
- Nationale Bibliotheek van Israël: 987009899359005171
- Nederlandse Thesaurus van Auteursnamen: 068767722
- Istituto Centrale per il Catalogo Unico: LO1V044508
- Système universitaire de documentation: 11914512X
- Virtual International Authority File: 804504
- WorldCat: E39PBJyCChFyjcytggpTKctHYP